# Torre del Niubò
La Torre del Niubò és un mas situat al municipi del Palau d'Anglesola a la comarca catalana del Pla d'Urgell.